# Massachusetts
Massachusetts (IPA: [ˌmæsəˈtʃuːsɪts] kiejtéseⓘ) az Amerikai Egyesült Államok egyik tagállama. Az ország északkeleti partján, Új-Anglia régióban fekszik, annak legnépesebb állama. Fővárosa és legnagyobb városa Boston.
Massachusetts állam ad otthont a Harvard Egyetemnek és a Massachusettsi Műszaki Egyetemnek.

## Földrajz
Északról Vermont és New Hampshire, keletről az Atlanti-óceán, délről Rhode Island és Connecticut, nyugatról pedig New York állam határolja.

## Történet
Az első angol telepesek, az úgynevezett zarándokatyák 1620-ban érkeztek a Mayflower-rel Massachusettsbe, és ott telepet alapítottak, amely később Plymouth városa lett. Ez volt a második sikeresen létrehozott állandó angol gyarmat a mai Egyesült Államok területén. Őket követték a puritánok, akik 1630-ban a későbbi Boston helyén újabb kolóniát alapítottak a Massachusetts-öbölben. Nevét a helyi Mesechuset indián törzsről kapta, amelynek nyelvén a név, ahogy ők maguk nevezték, "a nagy dombok népét" jelenti. A két gyarmatot 1692-ben egy királyi oklevél egyesítette közös tartományba, amely 1776-ban az USA eredeti tizenhárom alapító államának egyike lett. Massachusetts sorrendben hatodik államként 1788. február 6-án ratifikálta az Amerikai Egyesült Államok alkotmányát.

## Népesség

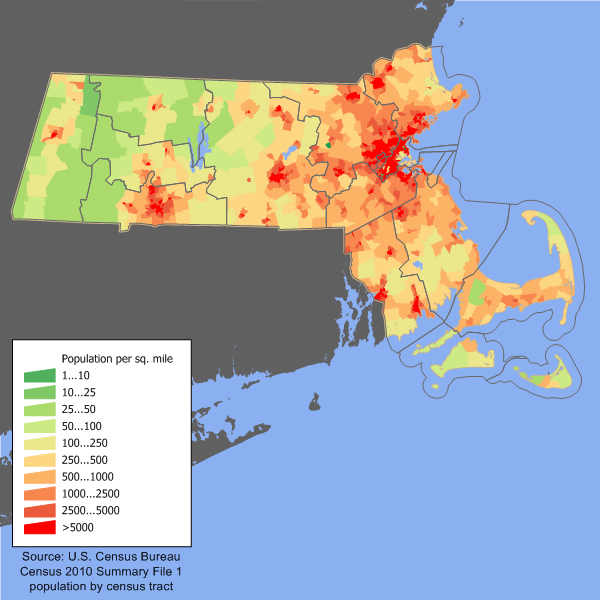
Massachusetts népsűrűségi térképe

A lakosság 80%-a Nagy-Boston agglomerációban lakik.
| Lakosok száma | 3 366 416 | 3 852 356 | 4 316 721 | 4 690 514 | 5 148 578 | 5 737 037 | 6 016 425 | 6 349 097 | 6 794 422 | 7 029 917 |
|               | 1910      | 1920      | 1940      | 1950      | 1960      | 1980      | 1990      | 2000      | 2015      | 2020      |

## Közigazgatás

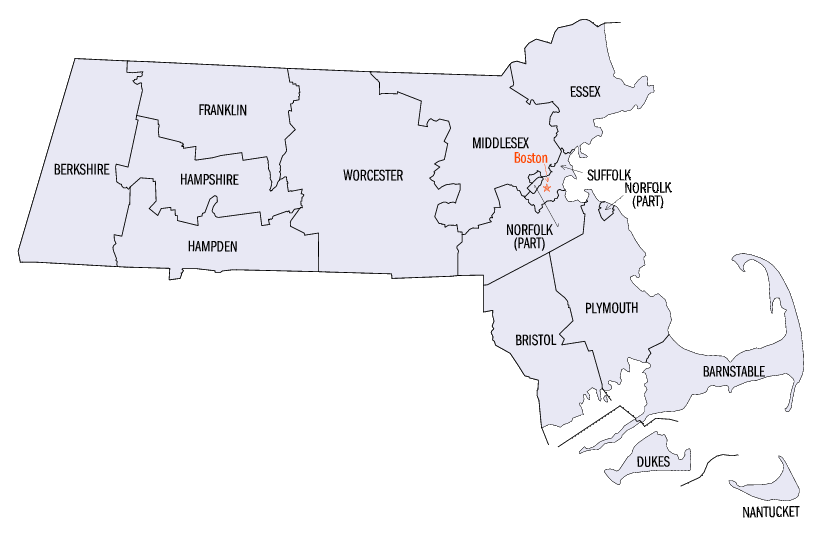
Massachusetts megyéi

Az állam 14 megyére oszlik.

## Gazdaság
A terület jellemző gazdasági ágazatai eleinte a földművelés, a halászat és a kereskedelem voltak. A 19. században az állam az amerikai ipari forradalom egyik vezetőjévé vált, az ipar, azon belül is a textilipar és a cipőgyártás vált a húzóágazattá. A 20. században az ipari szektor hanyatlásnak indult, helyét a szolgáltatóipar vette át mint a legfontosabb gazdasági tényező. Ma a GDP-t tekintve az egyik leggazdagabb amerikai tagállam.

## Nevezetességek
Ebben az államban található a világ egyik leghosszabb nevű földrajzi helye. A köznyelvben leginkább Webster-tónak nevezik, mivel ehhez a településhez van legközelebb. Hivatalos neve azonban ennél lényegesen hosszabb: Chargoggagoggmanchauggagoggchaubunagungamaugg-tó. A név indián eredetű, jelentése azonban tisztázatlan. A legelterjedtebb magyarázat szerint megközelítőleg azt jelenti, hogy „te a te oldaladon pecázol, én az enyémen, középen pedig senki”.

## Képek

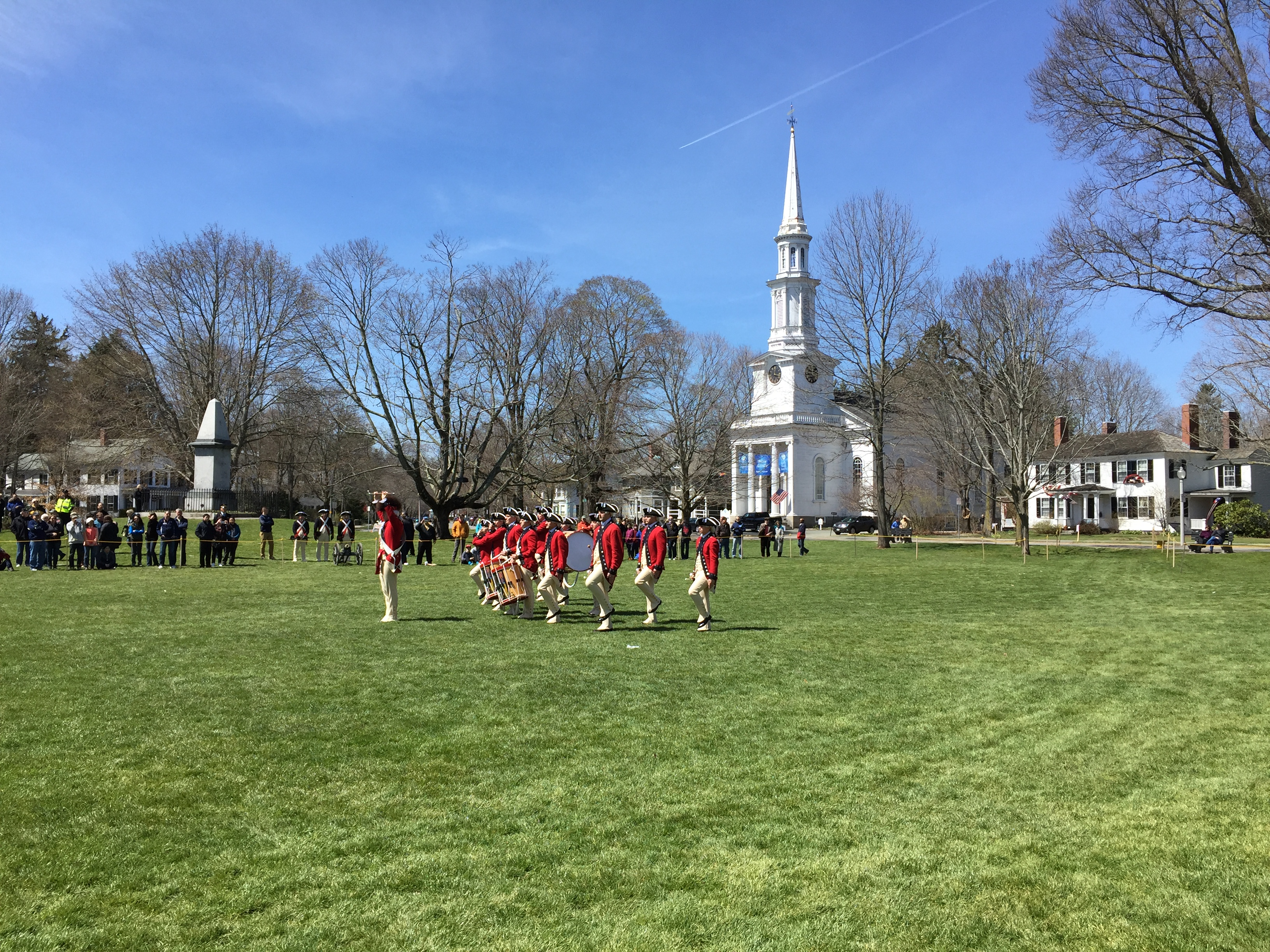
Lexington Common
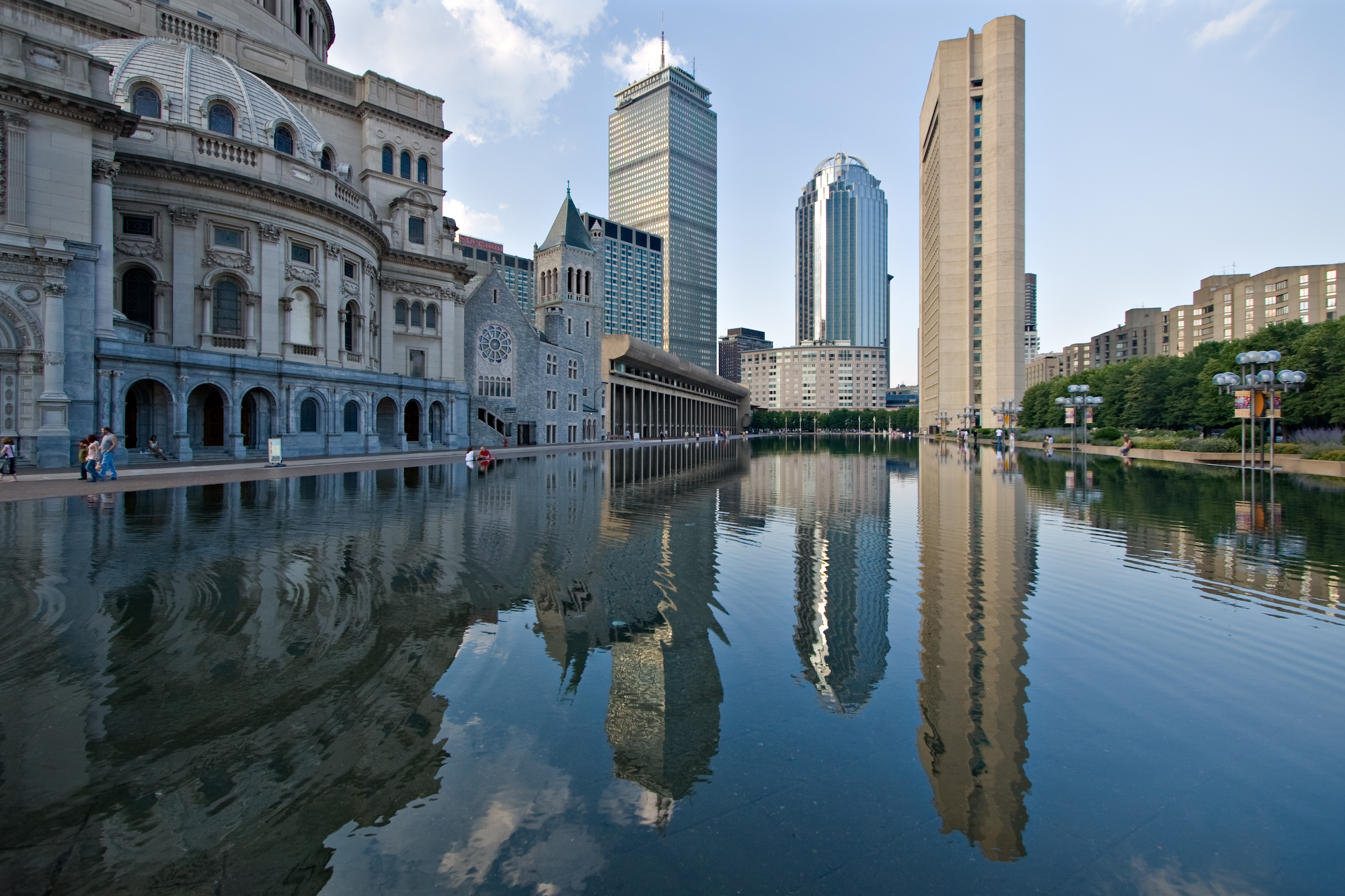
Boston
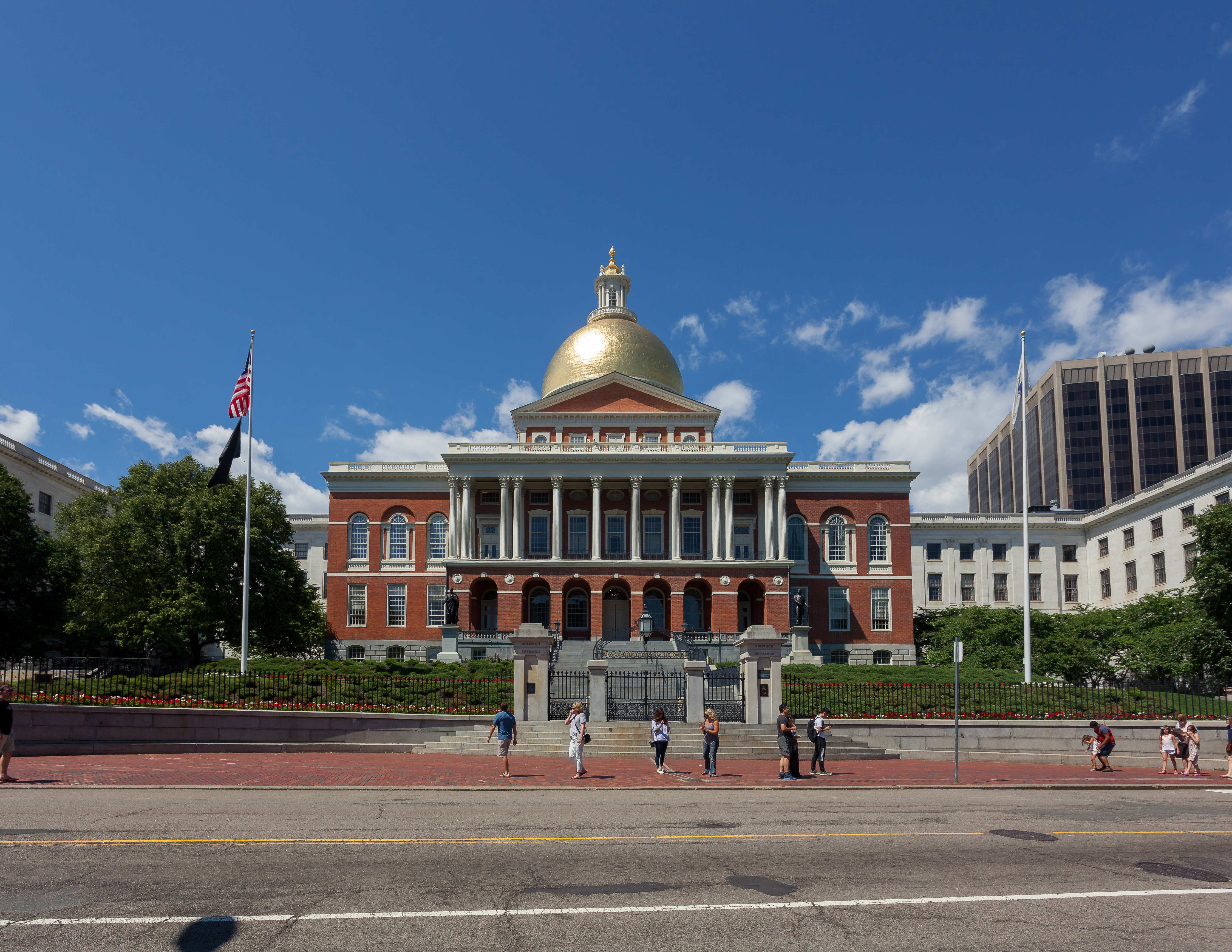
Massachusetts State House, Boston
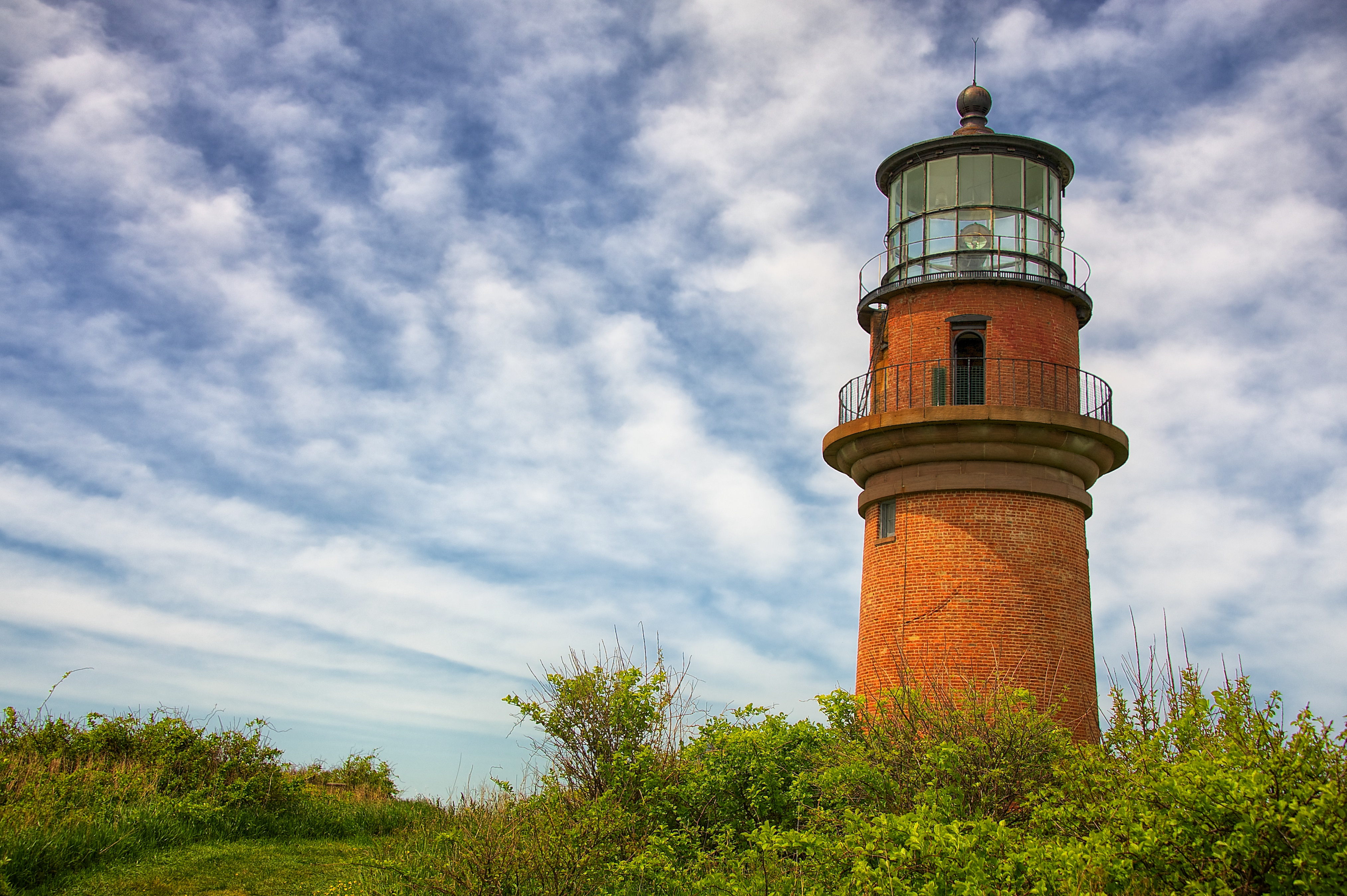
Világítótorony a Martha's Vineyard-szigeten